# هيرانوما كيتشيرو
هيرانوما كيتشيرو (باليابانية: 平沼 騏一郎 هيرانوما كيتشيرو) (28 سبتمبر 1867 - 22 أغسطس 1952) كان سياسي ياباني شغل منصب رئيس الوزراء الياباني الخامس والثلاثين.